# Orlen
PKN Orlen (en polaco: Polski Koncern Naftowy Orlen) es una gran compañía polaca de refinación de petróleo y comercializadora al detalle de los productos derivados del petróleo. La compañía es la mayor firma de cotización pública de Polonia y del Centro de Europa, con importantes operaciones en Polonia, República Checa, Alemania y los Países Bálticos. En 2009, fue clasificada por la lista Fortune Global 500 la 31.ª mayor compañía petrolera mundial y la 249.ª entre todas las mayores compañías, siendo la única empresa polaca de la lista Fortune. Sin embargo, descendió a la posición 398 en el año 2010.

## Establecimiento
La firma fue creada tras la fusión en Polonia de dos monopolios del petróleo del periodo comunista. PKN Orles tiene sus raíces en la creación de C.P.N., el monopolio en Polonia durante el periodo comunista del comercio minorista de los derivados del petróleo en 1944. En la década de 1950, se formó el segundo bloque de PKN Orlen, Petrochemia Płock, una empresa del estado a cargo de las refinerías en Płock y creció hasta convertirse en el mayor complejo de su tipo en Polonia. Después de la fusión entre CPN y Petrochemia Plock, la compañía fue renombrada como Polski Koncern Naftowy (PKN), a lo que se añadió Orlen al cabo de algunos meses como marca del consorcio. El nombre deriva de Orl- por "orzeł" (polaco: águila) y su adjetivo "orli", y -en por "energía" (polaco: energy).

## Privatización y el Orlengate
En 1999, ambas firmas fueron parcialmente privatizadas y fusionadas para crear una compañía de refinación y comercialización de petróleo bajo el nombre de PKN Orlen.
El Orlengate es el mayor escándalo de corrupción en la historia política moderna de Polonia. Sucedió durante el mandato del gobierno izquierdista del partido poscomunista SLD (Sojusz Lewicy Demokratycznej, Alianza de la Izquierda Democrática). Fue divulgado en 2004, el escándalo se inició con el arresto el 7 de febrero de 2002 por las fuerzas de seguridad (por la agencia de inteligencia Urząd Ochrony Państwa) de Andrzej Modrzejewski, el director ejecutivo de PKN Orlen.

## En la actualidad
Hoy en día, Orlen es el mayor vendedor minorista de combustible en Polonia con más de 2000 puntos de venta. También tiene significativas inversiones en el extranjero, incluyendo la adquisición de Mažeikių Nafta y una participación mayoritaria en Unipetrol, una compañía de refinación checa. En 2003 PKN Orlen tuvo la oportunidad de adquirir 500 estaciones de servicio en el Norte de Alemania de BP, por una ley anticomepetencia tras la toma de control por parte de BP de Aral. A 2007 PKN Orlen tenía 581 estaciones de servicio en Alemania (484 bajo la marca Star, 58 bajo la marca Orlen y 29 en una marca de supermercados).
PKN Orlen ha entablada conversaciones de fusión con el Grupo MOL, una compañía petrolera húngara en 2005. Si se hubiera producido la fusión, las dos firmas hubieran creado un gigante regional, y controlarían gran parte de la industria petrolera de Centro Europa. Sin embargo, la fusión planeada fracasó debido a la elevada politización. Tras el fracaso de fusión, PKN Orlen adquirió a una participación mayoritaria en al checa Unipetrol. Durante mayo de 2006, la compañía anunció su mayor inversión hasta el momento cuando tomó el control de una participación mayoritaria en la firma lituana Mažeikių Nafta, la mayor compañía de las Estados Bálticos, de la petrolera Yukos. Tras la adquisición, PKN Orlen se ha convertido en la mayor empresa de Europa Central.
PKN Orlen, mediante una sociedad conjunta (joint venture) con la firma holandesa Basell, también posee la mayor compañía de plásticos de Polonia.
Orlen pagará un dividendo para 2023 de 4,15 zlotys por acción. El valor total del dividendo asciende a 4.817.909,5 miles de zlotys. La rentabilidad por dividendo es del 6,82%. La última cotización del derecho al dividendo tuvo lugar el 18 de septiembre de 2024 y la fecha de pago del dividendo se fijó para el 20 de diciembre de 2024.

## Marcas y subsidiarias del Grupa Orlen (Grupo PKN Orlen)

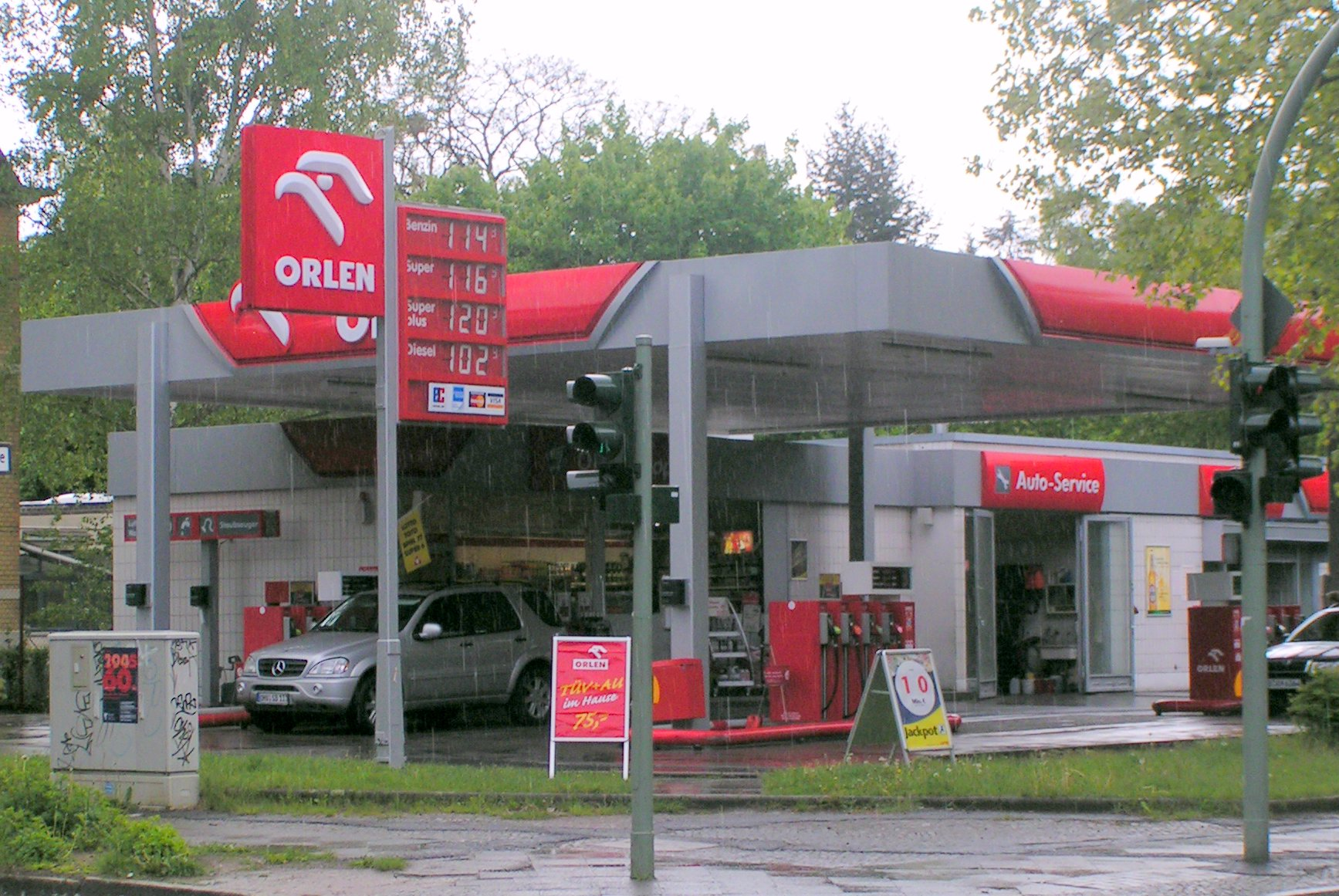
Estación de servicio en Alemania.

- Basell Orlen Polyolefins (Plásticos y materiales sintéticos)
- Orlen (Marca de estaciones de servicio en el mercado polaco y alemán)
- Star (Marca de estaciones de servicio en el mercado alemán)
- Petrochemia Płock (Marca en el mercado polaco)
- PetroProfit (Marca en el mercado polaco)
- PetroZachod (Marca en el mercado polaco)
- Arge (Marca en el mercado polaco)
- UniPetrol (Marca petrolera nacional checa)
- Benzina (Cadena al por menor de Unipetrol)
- Solino (Fabricante industrial de salmuera)
- Anwil (Marca química polaca)